# Ilam (Nepal)
Ilam (in nepalese ईलाम) è una municipalità del Nepal, capoluogo del distretto di Ilam.